# Hluboš
Hluboš – gmina w Czechach, w powiecie Przybram, w kraju środkowoczeskim. Według danych z dnia 1 stycznia 2013 liczyła 546 mieszkańców.